# آرون بيك
آرون بيك (بالإنجليزية: Aaron T. Beck)‏ مواليد 18 يوليو 1921 في رود آيلاند، بالولايات المتحدة، هو رئيس لمعهد بيك للعلاج المعرفي والبحوث (غير الربحي)، وأستاذ الطب النفسي في جامعة بنسلفانيا. وهو خريج جامعة براون (1942) وجامعة ييل كلية الطب (1946). أسس العلاج المعرفي في أوائل ستينات القرن العشرين خلال عمله طبيبًا نفسيًا في جامعة بنسلفانيا. درَّس ومارس التحليل النفسي، كما صمم ونفذ عددًا من التجارب لاختبار مفاهيم التحليل النفسي للاكتئاب. توقع تماما أن تثبت هذه البحوث صحة هذه المبادئ الأساسية، وتفاجأ بأن نتائج البحوث كانت عكسية. قادته النتائج المذكورة إلى البدء في البحث عن طرق أخرى لتصور الاكتئاب.

## عمله في مجال الاكتئاب
وبالعمل مع مرضى الاكتئاب، وجد أنهم يعانون من تيارات أفكار سلبية التي يبدو أنها تظهر تلقائيا. أطلق حينها على هذه الأفكار مصطلح «الأفكار الأتوماتيكية»، واكتشف أن محتواها ينقسم إلى ثلاث فئات : أفكار سلبية عن أنفسهم، والعالم والمستقبل. وبدأ مساعدة المرضى بتحديد وتقييم هذه الأفكار، ووجد أنه بالقيام بذلك تمكن المرضى من التفكير بصورة أكثر واقعية، والذي دفعهم إلى الشعور بعاطفة أفضل والتصرف بفاعلية أكبر.
ومنذ ذلك الوقت، بحث الدكتور بيك وزملاؤه في جميع أنحاء العالم في فعالية هذا الشكل من العلاج النفسي في معالجة طائفة واسعة من الاضطرابات منها: الاكتئاب، والاضطراب الوجداني الثنائي القطب، واضطرابات الاكل، وتعاطي المخدرات، واضطرابات القلق، واضطرابات الشخصية، وكثير من المشاكل الطبية التي تحوي مكونات نفسية. حديثا يتركز عمله على تطوير العلاج المعرفي لمرض الفصام، واضطراب الشخصية الحدية، وللمرضى الذين يكررون محاولات الانتحار.

## أعمال
الدكتور بيك هو الرئيس الفخري لأكاديمية العلاج المعرفي (غير الربحية)، وهي منظمة تضم ما يزيد على 500 من المعالجين المعرفيين في جميع أنحاء العالم. وكجزء من مهمتها، تدعم الأكاديمية التعليم المستمر والأبحاث في العلاج المعرفي، وتوفر موردا قيما في العلاج المعرفي للمهنيين والجمهور بوجه عام، وتعمل بنشاط من أجل تحديد ومنح شهادات للمعالجين المهرة في العلاج المعرفي.
ومن ضمن أنشطته العديدة، شارك الدكتور بيك في عدد من الدراسات البحثية في بنسلفانيا، ويقوم بمناقشة (حالة) مرة كل أسبوعين في (معهد بيك) للأطباء المقيمين النفسيين، وطلاب الدراسات العليا، والمهنيين العاملين في مجال الصحة النفسية المتواجدون في المنطقة.

## إنجازات
نشر الدكتور بيك أكثر من 500 بحث، وألـّف وشارك في تأليف سبعة عشر كتابا، وحاضر في جميع انحاء العالم. قالت عنه الجمعية الأمريكية لعلم النفس أنه «أحد الاميركيين في التاريخ الذين شكـّلوا الوجه الأمريكي للطب النفسي وأحد المعالجين النفسيين الخمس الأكثر تأثيراً على مر الزمان» (يوليو 1989).

## التكريم
حصل بيك على العديد من الجوائز والدرجات الفخرية، وهو الطبيب النفسي الوحيد الذي تلقى جوائز عن بحوثه من كل من: الجمعية الأمريكية لعلم النفس والجمعية الأميركية للطب النفسي. وهو أيضًا عضو بمعهد الطب في الولايات المتحدة الأمريكية، وحصل على جائزة سارنات الدولية في مجال الصحة النفسية عام 2003 وجائزة جرومير عام 2004 لدوره الريادي في تطوير علم النفس.

## روابط خارجية
- آرون بيك على موقع الموسوعة البريطانية (الإنجليزية)